# Brett Lancaster
Brett Daniel Lancaster (ur. 15 listopada 1979 w Shepparton, Wiktoria) – australijski kolarz szosowy i torowy.
Złoty medalista igrzysk olimpijskich w Atenach (2004) w drużynowym wyścigu na 4000 m na dochodzenie, dwukrotny drużynowy mistrz świata.
Ścigał się również na szosie. Do 2015 roku był zawodnikiem zespołu GreenEdge Cycling. W 2015 roku zakończył karierę sportową. Obecnie jest dyrektorem sportowym w ekipie Team Sky

## Najważniejsze osiągnięcia

### tor
- 1996
  -  1. miejsce w mistrzostwach Australii (do lat 19, kryterium)
- 1997
  -  1. miejsce w mistrzostwach Australii (do lat 19, wyścig ind. na dochodzenie)
  -  1. miejsce w mistrzostwach świata (do lat 19, wyścig druż. na dochodzenie)
- 2002
  -  1. miejsce w mistrzostwach świata (wyścig druż. na dochodzenie)
- 2003
  -  1. miejsce w mistrzostwach świata (wyścig druż. na dochodzenie)
- 2004
  -  1. miejsce w igrzyskach olimpijskich (wyścig druż. na dochodzenie)

### szosa
- 1997
  -  1. miejsce w mistrzostwach Australii (do lat 19, wyścig ind. na czas)
- 2001
  - 1. miejsce na 9b. etapie Herald Sun Tour
- 2004
  - 1. miejsce na 3. etapie Tour de Langkawi
- 2005
  - 1. miejsce na prologu Giro d’Italia
- 2008
  - 1. miejsce na prologu Deutschland Tour
- 2009
  - 2. miejsce w Tour du Poitou-Charentes
- 2010
  - 1. miejsce na 2. etapie Dookoła Kalifornii
- 2013
  - 1. miejsce w Tour de Slovénie
    - 1. miejsce na 4. etapie

  -  2. miejsce w mistrzostwach świata (jazda drużynowa na czas)